# Königs Wusterhausen
Königs Wusterhausen (pronunciación en alemán: /ˈkøːnɪçs vʊstɐˈhaʊ̯zn̩/ⓘ) es un municipio situado en el distrito de Dahme-Bosque del Spree, en el estado federado de Brandeburgo (Alemania), a una altitud de 36 metros. Su población a finales de marzo de 2020 era de algo más de 38 000 habitantes y su densidad poblacional, de casi 400 hab/km².
Lo atraviesa el canal del Notte que en el extremo opuesto de la ciudad desemboca en el río Dahme tras sortear una esclusa.
En un montículo de 67 metros de alto (el Funkerberg) se encuentra una antena usada en otros tiempos para efectuar transmisiones de radio, si bien hoy en día es simplemente un museo.
Regularmente enlazada con Berlín mediante el tren regional (Regional Bahn) y el S-Bahn (línea S46), cuenta además con un puerto en el Dahme desde donde se provee en gran medida de lignito a las centrales eléctricas berlinesas.